# 伊達敏親
伊達 敏親（だて としちか）は、仙台藩一門第八席・岩出山伊達氏第3代当主。

## 生涯
慶安4年12月25日（西暦では翌1652年2月）、岩出山伊達氏第2代当主・伊達宗敏の嫡男として生まれる。幼名は大力。
明暦3年（1657年）7月9日、元服し藩主・伊達忠宗から偏諱を拝領し宗親と名乗る。同年9月から江戸証人となり、寛文5年（1665年）にこの制度が廃止されるまで一時帰国の間を除き江戸に在った。延宝3年（1675年）12月、上冷泉家の冷泉為清の娘・毛里を正室に迎え、延宝5年（1677年）1月、父・宗敏の隠居にともない家督を相続した。
天和3年（1675年）8月、栗原郡若柳ほかに40貫720文の知行を拝領し、所領は合計1,464貫388文となる。この数字が岩出山伊達氏の最終的な表高となった。 
宗敏には30代半ばになっても跡取りがいなかったため、貞享3年（1686年）閏3月、石川宗弘の子・松之助を養子に迎えたが、松之助は実家を継ぐため石川家に戻ることになる。ついで元禄4年（1691年）6月、亘理伊達氏へ養子に出た弟実氏の二男・四郎を養子としたが、四郎は夭逝してしまう。そのため3人目の養子として伊達宗元の五男・孫吉（母は宗親の姉・鶴松）を迎えることにし、元禄6年（1693年）5月に親類一同の了解を得た上で本藩に申請、翌元禄7年（1694年）4月に孫吉は岩出山に移った。これが第4代当主・村泰である。これら一連の養子縁組に関して、宗親は弟の伊達実氏・石川宗恒ら一門各氏の当主を招いてたびたび相談しているが、この話し合いは、元禄6年（1693年）に藩主・綱村の浪費癖と乱脈政治に対し一門が連名で突き付けた諫言状の作成についての協議も兼ねていた。
宝永6年（1677年）9月19日、村泰に家督を譲って隠居した。宗敏は隠居後も城内に居住し、享保元年（1716年）7月22日には鷹狩りの途上で岩出山城を訪れた藩主・吉村を隠居所に迎え歓待している。同年8月9日、この年に将軍となった徳川吉宗の諱を避けて敏親と改名した。
享保6年（1721年）2月23日死去。享年71。 

## 系譜
- 父:伊達宗敏
- 母:千代鶴（石川宗敬の娘）

- 正室：毛里（冷泉為清の娘）

- 養子
  - 伊達松之助（石川宗弘の子。実家に戻り相続）
  - 伊達四郎（伊達実氏の二男。夭逝）
  - 伊達村泰（伊達宗元の五男）

```
　　　　　　　　　　　　伊達宗元
　　　　　　　　　　　　　┣━━━━伊達村泰
　　　　　　　　　　　┏鶴松
　　　　　　　　　　　┃
伊達宗泰━━伊達宗敏　┣伊達敏親
　　　　　　　┣━━━┫
　　　　　┏千代鶴　　┣伊達実氏━━伊達四郎
石川宗敬━┫　　　　　┃
　　　　　┃　　　　　┗石川宗恒
　　　　　┃　　　　　　　┃
　　　　　┃　　　　　┏玉千代
　　　　　┗石川宗弘━┫
　　　　　　　　　　　┗伊達松之助（石川村弘）

```